# Huvudstadsprovinsen, Bahrain
För andra betydelser, se Huvudstadsprovinsen.
Huvudstadsprovinsen (مُحَافَظَة اَلْعَاصِمَة, Muhafazat al-Asima) är en provins i Bahrain. Den inkluderar landets huvudstad Manama och ligger i den norra delen av landet. Antalet invånare är omkring 164 000. Arean är 38 kvadratkilometer.
Följande samhällen finns i Huvudstadsprovinsen:
- Manama
- Sitrah
- Jidd Ḩafş